# Песчаная улица (Москва)
Песча́ная улица — улица в районе Сокол Северного административного округа города Москвы. Расположена между Ленинградским проспектом и улицей Алабяна.
Улица образовалась ещё до Октябрьской революции. Являлась одной из главных улиц бывшего подмосковного села Всехсвятского. Своё название получила по характеру грунта. Застройка улицы многоэтажными домами началась с 1930-х годов. В 1950-х годах часть Песчаной улицы отошла к улице Алабяна.

## Положение улицы
Песчаная улица начинается на площади Расковой, где она пересекается с Ленинградским проспектом. Проходит под арку жилого дома, идёт прямо, после дома № 7 поворачивает направо примерно на 40°. Далее идёт прямо до перекрёстка с Песчаным переулком, где проезжая часть улицы раздваивается. После перекрёстка основная улица идёт прямо и заканчивается на перекрёстке с улицей Алабяна. Более узкий участок поворачивает примерно на 45° направо и идёт прямо до пересечения с улицей Алабяна. Нумерация домов начинается от Ленинградского проспекта.
Рельеф Песчаной улицы обусловлен влиянием реки Таракановки, ныне протекающей в коллекторе. Наивысшие точки находятся на площади Расковой и на перекрёстке с улицей Алабяна (около 160 м), а самая низкая точка — около дома № 7, где ранее проходило русло Таракановки (около 155 м).

## Происхождение названия
Своё название улица получила в XIX веке по характеру грунта, как и ряд других улиц и переулков села Всехсвятского. До революции носила название как Песочая улица, так и Песочный переулок. С 7 июня 1922 года улица носит официальное название Песчаная улица.

## История
До революции Песочная улица располагалась в бывшем подмосковном селе Всехсвятском. Она начиналась у Петербургского шоссе и шла на запад мимо Большой Всехсвятской рощи в сторону Ходынских военных лагерей и села Хорошёво. Улица имела грунтовое покрытие. Неподалёку от храма Всех Святых, на улице был деревянный мост через речку Таракановку (ныне заключённую в трубу). Во второй половине XIX века в районе улицы находились дача князя Мустафина и дача княгини Маврокордато. В конце XIX — начале XX века у перекрёстка Песочной улицы и Петербургского шоссе располагался ресторан «Гурзуф» (бывшая «Аркадия»). После закрытия ресторана с 1909 года его помещение некоторое время арендовала гимназия села Всехсвятского.
В 1908 году в Большой Всехсвятской роще открылась станция Серебряный Бор Окружной железной дороги. Для Песочной улицы над путями железной дороги был построен путепровод. Вскоре после открытия станции в районе улицы образовался дачный посёлок «Песчаный». Посёлок состоял из нескольких улиц, жили там преимущественно семьи офицеров. В Большой Всехсвятской роще по инициативе великой княгини Елизаветы Фёдоровны был построен санаторий «Ромашка» для детей, больных туберкулёзом. Располагался в конце улицы у пересечения с железной дорогой.
В 1915 году около Песочной улицы было открыто Московское городское Братское кладбище для воинов в Первой мировой войны (на месте бывшего сада Маврокордато). На плане Братского кладбища 1916 года улица обозначена как Песочный переулок (рис. слева). У юго-восточной стороны улицы располагалось кладбище и владения Удельного ведомства. На северо-западной стороне были владения крестьян села Всехсвятского, в частности, Сухановой и Боголюбова (согласно плану 1906 года эти владения принадлежали Рукиным).
В 1917 году улица вместе с селом Всехсвятским вошла в состав Москвы. В 1923 году на части территории Большой Всехсвятской рощи, примыкающей к тогдашней Песчаной улице, началось строительство кооперативного посёлка «Сокол».
В 1932 году Песчаная улица была полностью замощена. В начале 1930-х годов на Песчаной улице было устроено искусственное освещение электрическими фонарями. В 1930-х годах началась застройка улицы кирпичными домами: были построены бани, поликлиника и две школы. Песчаные бани действовали вплоть до конца 1960-х годов. С середины 1940-х годов в доме №10 по Песчаной улице жили учёные, создатели ядерного оружия и атомной промышленности СССР. С 1948 года в районе Песчаных улиц началось активное жилищное строительство (застраивалась кварталы расположенной рядом Новопесчаной улицы). В 1953 году на Ленинградском проспекте по проекту архитекторов А. Ф. Хрякова и З. О. Брод в стиле неоклассицизма построен дом №71. В центральной его части находится массивная арка, через которую проходит Песчаная улица.
В 1950—1953-х годах здание санатория «Ромашка» было снесено, а на его месте построили девятиэтажные кирпичные жилые дома (архитекторы З. Розенфельд, Н. Швец и А. Болонов; ныне дома № 10 и 12 по улице Алабяна). В конце 1950-х годов часть Песчаной улицы от пересечения с Окружной железной дорогой до Малого Песчаного переулка вошла в состав новой улицы Алабяна. В то же время у западного конца улицы был построен многоэтажный кирпичный жилой дом (ул. Алабяна, д. 5). В 1960-1970-х годах на Песчаной улице были полностью снесены малоэтажные жилые дома, был построен детский сад, несколько типовых блочных домов серии II-18/12 и «Башен Вулыха».
Во второй половине 2000-х годов участок Песчаной улицы от разворотного круга общественного транспорта до улицы Алабяна был расширен. Проводились работы по перекладке инженерных коммуникаций. На перекрёстке с Песчаным переулком был установлен светофор. В 2013 году в связи с открытием Алабяно-Балтийского тоннеля был запрещён поворот налево на перекрёстке с улицей Алабяна.

## Здания и сооружения
- № 2а — детский сад № 325 на 120 мест. Он появился на этом месте не позднее 1964 года[20]. Новое здание детского сада построено по типовому проекту в 2007 году взамен старого[21].
- № 3 — бывшее здание Песчаных бань (первоначальное название — бани № 4 Краснопресненского района). Решение о строительстве бань во Всехсвятском было принято на пленуме райсовета 1 апреля 1932 года. В 1933 году Песчаные бани на Песчаной улице были открыты. В банях имелись ванно-душевые установки[22]. Единовременная вместимость бань составляла 280 человек. При банях действовала парикмахерская. За 1935 год бани посетили 1163,4 тысячи человек[23]. Бани действовали до конца 1960-х годов. Затем в здании разместился единственный в городе комбинат по изготовлению искусственных цветов[24]. В 1980-х годах существовали планы строительства на Песчаной улице новых бань[25], но они не были осуществлены. В настоящее время в здании Песчаных бань расположено ГБУ «Ритуал».
- № 5 — школа № 1384 имени А.А. Леманского (начальное образование)[26]. Бывшая школа № 705, с середины 1970-х — Дворец пионеров Ленинградского района[27], после перестройки — Центр творчества детей и юношества «Сокол». Четырёхэтажное здание построено в 1940 году по проекту архитектора Б. Ф. Рогайлова[28]. Здание обращено фасадом во двор. Предполагалось, что после постройки на Флотской улице в парке Дружбы нового Дворца пионеров старое здание будет снесено, но эти планы не были осуществлены[24][29].
- № 7 — Медцентр ОАО «Аэрофлот». Здание было построено в 1934—1936 годах по проекту архитектора Н. А. Хохрякова (мастерская № 7 К. С. Мельникова). Первоначально здание предназначалось для Педагогического техникума имени Тимирязева[30][31], занимавшего здания бывшего Сергиево-Елизаветинского убежища. В 1937—1938 годах дом был перестроен по проекту архитекторов И. А. Иванова-Шица и Н. В. Гофмана-Пылаева для поликлиники Гражданского воздушного флота[32][33][34]. Здание является композиционной доминантой Песчаной улицы. Имеет сложную в плане форму с полукруглым главным фасадом и переменную этажность (3-5 этажей). Плоскость фасада имеет вертикальное членение треугольными в плане лопатками[35]. В верхней части центрального ризалита находится скульптурная композиция, изображающая мальчика и девочку с моделью самолёта (скульптор И. М. Бирюков)[30]. Козырёк главного входа опирается на восемь квадратных столбов с абаками. Над боковыми входами расположены квадратные часы, стрелки которых изготовлены в виде шприца и градусника. Лестничные клетки имеют гребенчатое в плане витражное остекление[35]. В 2008 году здание поликлиники было взято под государственную охрану в качестве ценного объекта культурного наследия регионального значения[36][37].
- № 4, 6, 8 — блочные 12-этажные жилые дома серии II-18/12. Построены в 1967—1968 годах[38][39].
- № 10 — четырёхэтажный кирпичный жилой дом. Имеет два подъезда, по своей планировке напоминает типовую школу. Строительство здания началось ещё до войны. Согласно постановлению Государственного Комитета Обороны от 3 декабря 1944 года, недостроенный дом № 14 по Песчаной улице передавался Академии наук СССР для обеспечения жильём сотрудников Лаборатории № 2, занимавшейся созданием советской атомной бомбы. Этот дом подходил лучше других, так как он располагался относительно недалеко от Курчатовского института. Дом был сдан в эксплуатацию летом 1945 года, началось его заселение. Автором проекта перепланировки здания под жилой дом был архитектор Ю. А. Дульгиер. В этом доме жили академики и члены-корреспонденты АН СССР Г. Н. Флёров, И. К. Кикоин, Г. И. Будкер, А. К. Красин, П. Е. Спивак и другие учёные, принимавшие участие в создании ядерного оружия. Территория дома была огорожена решёткой, до начала 1950-х годов там был специальный пост охраны. К 1960-м годам дом сменил нумерацию и стал значиться под № 10. В 2005 году группа из 14 академиков РАН написали в мэрию Москвы письмо с просьбой присвоить зданию статус мемориального. 19 июля 2007 года на фасаде дома установили мемориальную доску с именами живших здесь физиков-ядерщиков[40]. Дом имел статус выявленного объекта культурного наследия, но в 2009 году ему было отказано в принятии под государственную охрану[41]. Несколько лет дом находился под угрозой сноса[42]. Планировалось построить на его месте жилой комплекс, состоящий из трёх домов обтекаемой формы. Разрешение на строительство жилого комплекса было отозвано в 2012 году[43].
- № 11/2, 12, 13, 15 — 14-этажные жилые дома серии «Башня Вулыха».

|                   |                      |                                            |                         |                       |
| Детский сад № 325 | Бывшие Песчаные бани | Центр творчества детей и юношества «Сокол» | Медцентр ОАО «Аэрофлот» | Дом физиков-ядерщиков |

## Озеленение
Песчаная улица хорошо озеленена. Участки зелёных насаждений имеются между домами практически по всей длине улицы. Кроме того, между зданием поликлиники Аэрофлота и домом № 11/2 находится главный вход и северная граница Мемориально-паркового комплекса героев Первой мировой войны. Зелёный участок около дома № 12 включён в список природных территорий города Москвы как «Сквер на Песчаной улице».

## Транспорт

### Автомобильный транспорт
На участке от Ленинградского проспекта до дома № 7 движение одностороннее в сторону Ленинградского проспекта, улица там имеет две полосы для движения. На участке от улицы Алабяна до дома №10 движение двустороннее и улица имеет по две полосы для движения в каждом направлении.
На пересечении с Ленинградским проспектом есть поворот в сторону центра города. На перекрёстке с улицей Алабяна поворот возможен только направо — в сторону Ленинградского проспекта. Повернуть в сторону улицы Народного ополчения можно только через разворот над Алабяно-Балтийским тоннелем.
На Песчаной улице один светофор (на перекрёстке с Песчаным переулком) и 5 нерегулируемых пешеходных переходов. Площадь проезжей части составляет 8426 м², площадь тротуара — 2810 м².

### Наземный общественный транспорт
Вблизи улицы расположена конечная остановка «Станция метро „Сокол“» автобусов 26, 100, 175, 597, 691, 691к, т59.

### Метро
Ближе всего расположена станция метро «Сокол» — 160 метров от западного вестибюля станции до перекрёстка Песчаной улицы и Ленинградского проспекта. Ближайшая станция, до которой можно доехать от Песчаной улицы на наземном общественном транспорте, — «Октябрьское поле».